# جان هنری مانلی
جان هنری مانلی (انگلیسی: John Henry Manley؛ زاده ۲۱ ژوئیهٔ ۱۹۰۷ - درگذشته ۱۱ ژوئن ۱۹۹۰) یک فیزیک‌دان اهل ایالات متحده آمریکا بود.